# Miconia cuspidatissima
Miconia cuspidatissima är en tvåhjärtbladig växtart som beskrevs av Henri François Pittier. Miconia cuspidatissima ingår i släktet Miconia och familjen Melastomataceae.
Artens utbredningsområde är Panamá. Inga underarter finns listade i Catalogue of Life.